# Peder Larsen
|  | Flere personer bærer navnet Peder eller Peter Larsen |
Peder Larsen (født 11. marts 1950) er en dansk politiker for SF. Udover tillidsposter i partiet har han både som selvstændig og som ansat beskæftiget sig med regnskab og økonomi. Han har været statsrevisor i perioden 1987-1994 og igen fra 1998, fra 1998-2018 som formand for statsrevisorerne.